# SM U-105
SM U-105 – niemiecki okręt podwodny typu U-93 zbudowany w Friedrich Krupp Germaniawerft w Kilonii w latach 1915-1917. Wodowany 16 maja 1917 roku, wszedł do służby w Cesarskiej Marynarce Wojennej 4 lipca 1917 roku. 3 września 1917 roku został przydzielony do IV Flotylli pod dowództwem kapitana Friedrich Strackerjana. U-105 w ciągu sześciu patroli zatopił 19 statków nieprzyjaciela o łącznej pojemności 55 834 BRT oraz uszkodził dwa inne.
Pierwszym zatopionym przez U-105 statkiem był grecki parowiec „Ecaterini C. D.” o pojemności 3739 BRT, który 14 października 1917 roku, został storpedowany na Atlantyku.  Statek płynął z ładunkiem kukurydzy z Buenos Aires do Waterford. 
19 grudnia 1918 roku U-105 zatopił brytyjski parowiec „Vinovia” o pojemności 7046 BRT, który płyną z ładunkiem drobnicowym z Nowego Jorku do Londynu. Statek został zatopiony 18 mil na południe od  St Mary’s (Scilly). W czasie ataku zginęło 9 marynarzy.
Największym zatopionym statkiem był brytyjski parowiec „Milwaukee”. 31 sierpnia 1918 roku, zbudowany w 1897 roku statek został storpedowany i zatopiony około 260 mil na południowy zachód od Fastnet Rock.
20 listopada 1918 roku okręt został poddany Marine nationale i w 1919 roku wszedł do służby w marynarce francuskiej jako „Jean Autric”. Z czynnej służby został wycofany 27 stycznia 1937 roku. Rok później został rozebrany.